# Brothers in Arms
A Brothers in Arms a Dire Straits együttes hatodik stúdióalbuma 1985-ből. Ez volt a legsikeresebb lemezük, világszerte 30 millió példányban kelt el, mind Amerikában, mind Angliában első lett a lemezlistákon. Egyike volt az első zenei albumoknak, amelyet digitálisan vettek fel és CD-n forgalmaztak. A So Far Away maxija volt a világon az első maxi CD.
A felvételek egy része a montserrati, a másik részük a londoni AIR Studiosban készült. Montserraton az éppen ott nyaraló Sting beszállt a Money for Nothing felvételeibe, amelyhez a híres vokális sort improvizálta a Don't stand so close to me c. Police-szám címadó sorának dallamára. A szám kislemeze és az ahhoz készült videóklip az MTV csatornát gúnyolta ki. Egy időben a dal híres mondata lett a csatorna szlogenje: I want my MTV, illetve ezzel a klippel indult az MTV Europe. A videóklipben szerepelt az Első Emelet nevű magyar zenekar is.
A második oldal négy dala a salvadori és nicaraguai gerillaháborúkra illetve a falklandi háborúra utalnak szövegükben.
A Rolling Stone magazin Minden idők 500 legjobb albumának listáján a 351. helyre sorolták. Szerepel az 1001 lemez, amit hallanod kell, mielőtt meghalsz című könyvben.

## Az album dalai
|    | Cím                   | Szerző(k)       | Hossz |
| -- | --------------------- | --------------- | ----- |
| 1. | So Far Away           | Mark Knopfler   | 5:12  |
| 2. | Money for Nothing     | Knopfler, Sting | 8:26  |
| 3. | Walk of Life          | Knopfler        | 4:12  |
| 4. | Your Latest Trick     | Knopfler        | 6:33  |
| 5. | Why Worry             | Knopfler        | 8:31  |
| 6. | Ride Across the River | Knopfler        | 6:58  |
| 7. | The Man's Too Strong  | Knopfler        | 4:40  |
| 8. | One World             | Knopfler        | 3:40  |
| 9. | Brothers in Arms      | Knopfler        | 6:55  |

## Kislemezek
So Far Away #20 UK, #19 US

Money for Nothing #4 UK, #1 US

Bothers in Arms #16 UK

Walk of Life #2 UK, #7 US

## Közreműködők

### Együttes
- Mark Knopfler – gitár, ének
- John Illsley – basszusgitár, ének
- Alan Clark – billentyűk
- Guy Fletcher – billentyűk, ének
- Terry Williams – dob

### További zenészek
- Omar Hakim – dob
- Jack Sonni – gitár
- Michael Brecker – szaxofon
- Randy Brecker – trombita
- Malcolm Duncan – tenorszaxofon
- Neil Jason – basszusgitár
- Tony Levin – basszusgitár
- Michael Mainieri – vibrafon
- Dave Plews – kürt
- Sting – ének a Money for Nothing-en